# Леляк мексиканський
Леля́к мексиканський (Nyctiphrynus mcleodii) — вид дрімлюгоподібних птахів родини дрімлюгових (Caprimulgidae). Ендемік Мексика.

## Опис
Довжина птаха становить 20-21 см, самці важать 30,8-37 г, самиці 24-35,3 г. У представників номінативного підвиду верхня частина тіла сірувата, на крилах чорні і білі плямки. На шиї білий "комір", на горлі він ширший. Пера на скронях формують "вуха". Груди сіруваті, живіт охристий, поцяткований білими плямами. Стернові пера на кінці білі (за винятком центральної пари). Існує також морфа з рудувато-коричневими забарвленням. У представників підвиду N. m. rayi нижня частина тіла більш темна, сіра, плями на крилах менші.

## Підвиди
Виділяють два підвиди:
- N. m. mcleodii (Brewster, 1888) — Західна Сьєрра-Мадре (від Чіуауа і південної Сонори до Халіско і Коліми);
- N. m. rayi (Miller, AH, 1948) — Південна Сьєрра-Мадре (Герреро і Оахака).

## Поширення і екологія
Мексиканські леляки мешкають в горах західної Мексики. Вони живуть в сухих і сезонно вологих гірських тропічних лісах і рідколіссях, зокрема в дубових і мішаних дубово-соснових лісах. Зустрічаються на висоті від 600 до 2000 м над рівнем моря, місцями на висоті 2500 м над рівнем моря. Живляться комахами, яких ловлять в польоті, злітають з землі або з гілки. Сезон розмноження триває з квітня по червень. Відкладають яйця просто на голу землю. В кладці 2 яйця, насиджують і самиці, і самці.